# Petr Nečas
Petr Nečas (nascut el 19 de novembre de 1964) és un polític txec que ocupà el càrrec de líder del Partit Democràtic Cívic i el de primer ministre de la República Txeca.
Petr Nečas va néixer a la ciutat de Uherské Hradiště, en aquells dies parteix de la desapareguda Txecoslovàquia i avui dia parteix de la Regió de Zlín de la República Txeca, el 19 de novembre de 1964.
Des de 1979 fins a 1983 Nečas va estudiar a l'Escola Secundària de Uherské Hradiště; en 1988 ell es va graduar en la Facultat de Ciències de la Universitat Masaryk en Brno especialitzant-se en física, i el mateix any va ser guardonat amb un doctorat en ciències naturals per la seva obra de física del plasma.
Primer Ministre de la República Txeca des de 28 de juny de 2010 fins a 10 de juliol de 2013.